# 楠瀬幸彦
楠瀬 幸彦（くすのせ ゆきひこ、旧字体：楠瀨幸彥、1858年4月28日（安政5年3月15日） - 1927年（昭和2年）10月13日）は、日本陸軍の軍人、陸軍大臣。最終階級は陸軍中将。

## 経歴
土佐藩士楠瀬正志の長男として生まれる。
東京海南私塾、陸軍幼年学校を経て、1880年12月、陸軍士官学校（旧3期）を卒業。
フランス留学、陸士教官、近衛砲兵連隊中隊長、参謀本部第1局員、参謀本部副官、ロシア公使館付などを歴任。
1894年11月、臨時京城公使館付（韓国政府軍部顧問）となり、三浦梧楼公使らと共に、1895年10月8日に発生した閔妃暗殺事件（乙未事変）に係わったとして、同年10月から翌年1月まで入獄したが、1896年1月14日、第5師管軍法会議において無罪判決を受け釈放された。
台湾総督府参謀、西部都督部参謀長、第12師団参謀長を経て、1901年6月26日、陸軍少将に進級。
対馬警備隊司令官、大阪砲兵工廠提理を歴任。
日露戦争では、第2軍兵站監として出征した。
第4軍創設時に砲兵部長となり、奉天会戦では満州軍重砲隊司令官として参戦した。
由良要塞司令官、樺太守備隊司令官、初代樺太庁長官などを経て、1907年11月、陸軍中将に進み、第1師団司令部付、由良要塞司令官、技術審査部長を歴任。
1913年6月、第1次山本内閣の軍部大臣現役武官制改正問題で騒動に責任をとって辞任した木越安綱の後を受け、ごぼう抜き人事で陸軍大臣に就任した。
翌年4月に大臣を辞任し待命となり、1915年4月16日に休職した。
1917年4月16日に予備役に編入され、現役を退いた。墓所は多磨霊園。

## 栄典
位階
- 1901年（明治34年）9月30日 - 正五位[5]
- 1906年（明治39年）10月20日 - 従四位[6]
- 1913年（大正2年）11月10日 - 従三位[7]

勲章等
| 受章年                     | 略綬 | 勲章名                 | 備考 |
| -------------------------- | ---- | ---------------------- | ---- |
| 1893年（明治26年）5月26日  |      | 勲六等瑞宝章           |      |
| 1895年（明治28年）11月18日 |      | 明治二十七八年従軍記章 |      |
| 1896年（明治29年）2月10日  |      | 勲五等双光旭日章       |      |
| 1899年（明治32年）5月9日   |      | 勲四等瑞宝章           |      |
| 1900年（明治33年）3月31日  |      | 旭日小綬章             |      |
| 1904年（明治37年）11月29日 |      | 勲三等瑞宝章           |      |
| 1906年（明治39年）4月1日   |      | 功三級金鵄勲章         |      |
| 1906年（明治39年）4月1日   |      | 勲二等旭日重光章       |      |
| 1906年（明治39年）4月1日   |      | 明治三十七八年従軍記章 |      |
| 1913年（大正2年）12月27日  |      | 勲一等瑞宝章           |      |
| 1915年（大正4年）11月10日  |      | 大礼記念章             |      |

外国勲章佩用允許
| 受章年                    | 国籍         | 略綬 | 勲章名                     | 備考 |
| ------------------------- | ------------ | ---- | -------------------------- | ---- |
| 1896年（明治29年）2月26日 | オスマン帝国 |      | 美治慈恵第三等勲章         |      |
| 1896年（明治29年）2月26日 | セルビア王国 |      | タコヴア十字第三等勲章     |      |
| 1899年（明治32年）6月8日  | ロシア帝国   |      | 神聖スタニスラフ第二等勲章 |      |

## 親族
- 妻：楠瀬福 - 渡辺央陸軍少将の娘
- 五男：楠瀬熊彦 - 逓信省官吏